# Чорояшу
Чорояшу (рум. Cioroiașu) — село у повіті Олт в Румунії. Входить до складу комуни Фелкою.
Село розташоване на відстані 139 км на захід від Бухареста, 20 км на південь від Слатіни, 45 км на схід від Крайови.

## Населення
За даними перепису населення 2002 року у селі проживали 669 осіб. Усі жителі села рідною мовою назвали румунську.
Національний склад населення села:
| Національність | Кількість осіб | Відсоток |
| -------------- | -------------- | -------- |
| румуни         | 649            | 97,0%    |
| цигани         | 20             | 3,0%     |